# Chris McKenna
Chris McKenna, le 3 décembre 1969 à Santa Monica, Californie (États-Unis) est un producteur et scénariste américain.

## Filmographie

### Scénariste
- 2004 : The Girl Next Door (non crédité)
- 2008 : Igor
- 2005-2011 : American Dad! (26 épisodes)
- 2010-2015 : Community (9 épisodes)
- 2012-2013 : The Mindy Project (2 épisodes)
- 2017 : Lego Batman, le film
- 2017 : Spider-Man: Homecoming de Jon Watts
- 2017 : Jumanji: Bienvenue dans la jungle (Jumanji: Welcome to the Jungle) de Jake Kasdan
- 2018 : Ant-Man et la Guêpe (Ant-Man and the Wasp)  de Peyton Reed
- 2019 : Spider-Man: Far From Home de Jon Watts
- 2021 : Spider-Man: No Way Home de Jon Watts

### Producteur
- 1993 : Nashville Blues
- 1993 : Little Miss Millions
- 1994 : Greedy
- 1995 : Les Grincheux 2
- 2008 : RSO
- 2009-2011 : American Dad! (44 épisodes)
- 2010-2015 : Community (73 épisodes)
- 2012-2014 : The Mindy Project (24 épisodes)

### Acteur
- 2008 : Igor : le cinquième fan du musée des horreurs
- 2017 : Lucifer : Ben Rivers (saison 3, épisode 3 )